# Walter Rogalla von Bieberstein

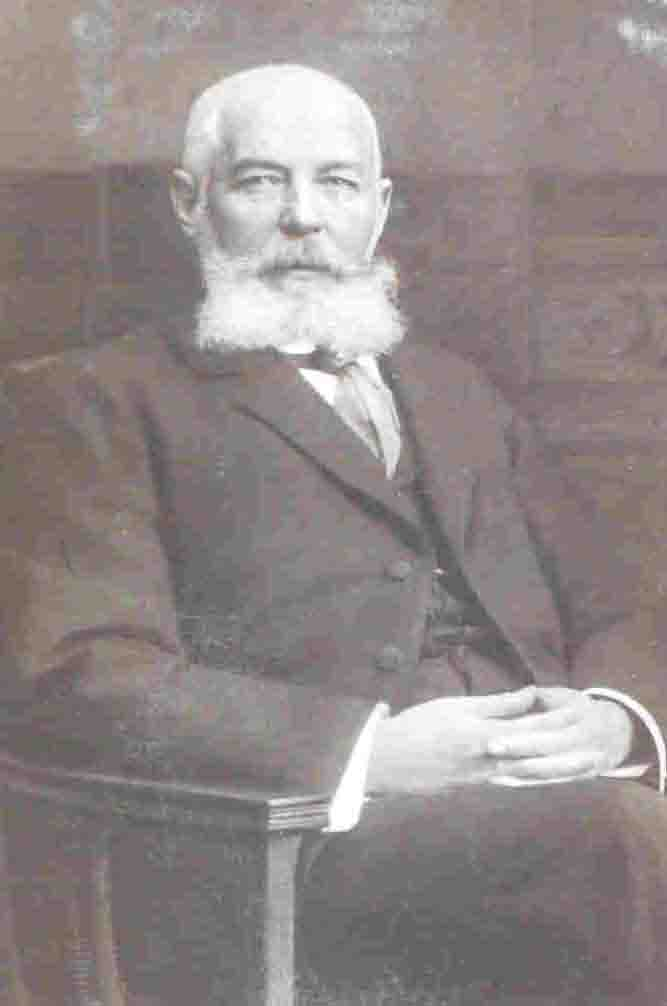
Walter Rogalla von Bieberstein

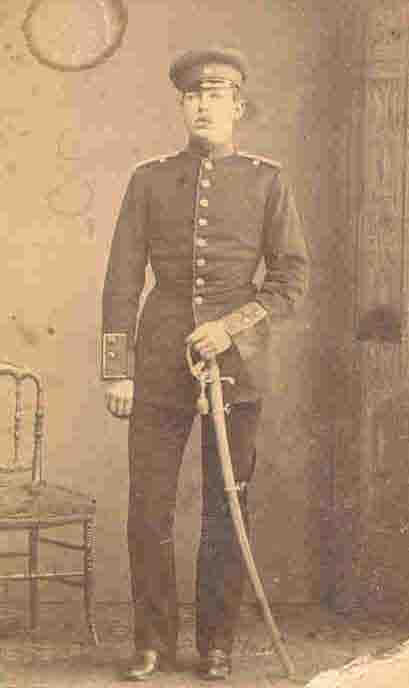
Walter Rogalla von Bieberstein als Kadett (etwa 1868)

Walter Alexander Ernst Rogalla von Bieberstein (* 20. Dezember 1851 auf Gut Rosoggen; † 9. Januar 1914 in Königsberg) war ein deutscher Gutsbesitzer und preußischer Politiker.

## Familie
Er entstammte dem alten ostpreußischen Adelsgeschlecht Rogalla von Bieberstein und war der vierte Sohn des Gutsbesitzers Alexander Rogalla von Bieberstein (1813–1876), Gutsherr auf Rosoggen (polnisch Rozogi), und der Nanny von Mirbach (1809–1876) aus Sorquitten (polnisch Sorkwity). Von den älteren Brüdern wurden Willibald und Christoph Berufsoffiziere, während Friedrich als Fähnrich im Deutsch-Französischen Krieg fiel.
Bieberstein heiratete am 14. Juli 1877 auf Gut Tautschken bei Soldau Olga Schilke (* 12. April 1854 auf Gut Tautschken; † 17. Januar 1943 auf Gut Rosoggen), die zweitjüngste der fünf Töchter des Rittergutsbesitzers Maximilian Schilke, Gutsherr auf Tautschken, und der Amalie Fettin. Die ältere Tochter Lucie Schilke war mit dem Bruder Wilibald Rogalla von Bieberstein verheiratet, die jüngste Josephine Schilke heiratete 1880 in Ganshorn den späteren Landrat von Neidenburg, dann von Wolmirstedt, Friedrich Oskar von Hasselbach, Sohn des Magdeburger Bürgermeisters Carl Gustav Friedrich Hasselbach.
Aus seiner Ehe stammen die beiden Söhne Waldemar (1878–1907), der wegen Fehlverhaltens in die USA geschickt wurde, allerdings 1907 beim Untergang seines Schiffes bei Haiti starb, und Kuno (1880–1921).

## Leben

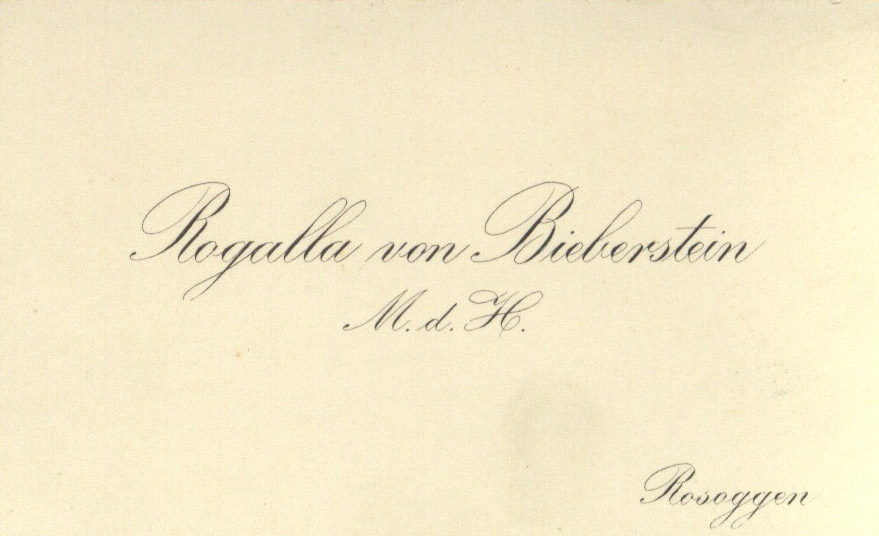
Seine Visitenkarte als Mitglied des Herrenhauses

Bieberstein wuchs mit seinen Brüdern auf dem väterlichen Gut Rosoggen (heute: Rozogy) in Masuren zweisprachig auf. In der Familie wurde deutsch, auf dem Hof Masurisch oder Polnisch gesprochen. Sonntäglich ging es im Zweispänner zur evangelischen Kirche Ribben (polnisch Rybno). Nach Vorbereitung durch einen Hauslehrer kam er mit einem älteren Bruder auf das Gymnasium in Rastenburg (polnisch Kętrzyn). Danach leistete er zunächst Militärdienst in der Preußischen Armee u. a. von 1868 bis 1870 als Sekondeleutnant im Grenadier-Regiment „Kronprinz“ (1. Ostpreußisches) Nr. 1 in Königsberg, mit dem er auch am Deutsch-Französischen Krieg teilnahm. In diesem Regiment diente er bis 1879. Im Jahr 1880 kam er zum 6. Landwehr-Regiment Nr. 43 nach Lötzen, wo er in den Jahren 1880/84 als Premierleutnant geführt wurde. Er verließ die Armee im Rang eines Hauptmanns der Landwehr.
Später verwaltete er von Rosoggen aus seine Güter, wo er um 1877 unter Mithilfe der Mitgift seiner Ehefrau auch das Herrenhaus erbaute. 1879 bewirtschaftete er eine Gesamtfläche von 641,9 ha (davon Äcker und Gärten 435,5 ha, Wiesen 93,2 ha, Wald 110,0 ha und Ödland 3,2 ha) bei einem Grundsteuerreinertrag von 3.015 Mark. Wirtschaftliche Standbeine des Gutes waren die Pferdezucht (Remonten), die Schafzucht, die Schweinezucht und der Ackerbau.
Von 1900 bis 1906 war er Amtsvorsteher des Amtsbezirk Ribben (polnisch Rybno), der die fünf Gemeinden Groß Kamionken (1929 bis 1945: Großsteinfelde, polnisch Kamionka Wielka, nicht mehr existent), Koslau (Kozłowo), Ribben (Rybno), Rosoggen (Rozogi) und Steinhof (Kamionka) umfasste. 1906 übertrug er die Bewirtschaftung des Rittergutes Rosoggen seinem zweiten Sohn, dem Leutnant der Reserve Kuno Rogalla von Bieberstein.
Ab 1909 war er Mitglied des Preußischen Herrenhauses in Berlin. Bieberstein war 1909 in Königsberg Gründungsmitglied des Familienverbandes Rogalla von Bieberstein e. V. Seine Familie beschreibt ihn als „vornehmen Grundherren, reizenden Hausherrn und etwas sarkastisch“ und seine Ehefrau Olga als „Herrscherin in ihrem Reich, glänzende Repräsentantin und mit sprühendem Humor“.